# Li grand zombi
Li Grand Zombi je hlavním hadím božstvem v neworleanské (louisianském) voodoo. Některé prameny říkají, že byl mazlíčkem nejslavnější neworleanské mambo kněžky „královny“ Marie Leveau. Jeho vlastnosti jsou ekvivalentem splynutí několika hadích haitských loa (damballah-wedo, Simbi Makaya, Ti Jean Petwo).
Papa Gator je loa bažin. Symbolizuje ho postava s krokodýlí hlavou. Je vládcem bahenních rostlin a živočichů. Jeho moc se projevuje v umocňování síly magických rostlin při výrobě lektvarů, olejů a mastí. Zároveň funguje jako spojovací kanál mezi fyzickým a spirituálním světem.